# Brian Lochore
Brian James Lochore (Masterton, 3 de septiembre de 1940-Ibidem, 3 de agosto de 2019) fue un jugador y entrenador neozelandés de rugby que se desempeñaba como octavo o ala.
En 2011 fue miembro del Salón de la Fama de la World Rugby.

## Carrera
Debutó en la primera de Masterton en 1959 con dieciocho años y jugó en ellos hasta su retiro en 1970. Representó a Wairarapa RFU desde su debut con veintitrés años en 1964 y jugó hasta su retiro en tal unión.

### Selección nacional
Fue convocado a los All Blacks en 1964 y jugó en ellos hasta 1971, fue designado capitán en 1966 liderando hasta 1970. En total jugó veinticinco partidos y marcó veintiún puntos.

## Entrenador
Lochore obtuvo el puesto de entrenador de Masterton en 1975, dirigiéndolos hasta 1979. En 1980 fue designado entrenador de Wairarapa Bush RFU, estando en el cargo por tres temporadas hasta 1982.

### Entrenador de Nueva Zelanda
En 1983 Bryce Rope le ofreció el puesto de asistente en el cuerpo técnico de los All Blacks. Aceptó y en 1985 Rope renunció al cargo dejando a Lochore como entrenador.

## Participaciones en Copas del Mundo
| Mundial                       | Sede          | Equipo        | Resultado | PJ | PG | PE | PP | Pts + | Pts - |
| ----------------------------- | ------------- | ------------- | --------- | -- | -- | -- | -- | ----- | ----- |
| Copa Mundial de Rugby de 1987 | Nueva Zelanda | Nueva Zelanda | Campeón   | 6  | 6  | 0  | 0  | 298   | 52    |